# درونی نووک
درونی نووک (انگلیسی: Džoni Novak؛ زادهٔ ۴ سپتامبر ۱۹۶۹) یک بازیکن فوتبال اهل اسلوونی است.
وی همچنین در تیم ملی فوتبال اسلوونی بازی کرده‌است.

## زندگی ورزشی
شغل باشگاهی
وی در لیوبلیانا متولد شد و کار حرفه ای خود را با بازی در Olimpija در سال 1988 آغاز کرد. او دو فصل قبل از امضای قرارداد با باشگاه صربستان FK Partizan در آنجا بازی کرد. او یک فصل و نیم در بلگراد بازی کرد و در 20 مسابقه حضور یافت و 9 گل لیگ را برای این تیم به ثمر رساند قبل از اینکه این تیم را به تیم فنرباغچه اس. پس از تنها یک فصل حضور در ترکیه ، او دوباره به المپیکا بازگشت. نواک در 63 بازی در لیگ ظاهر شد و ده گل به ثمر رساند. وی همچنین دو بار در سال 1994 و 1995 با قهرمانی در اسلوونی به قهرمانی رسید و در سال 1996 نیز در جام اسلوونی به قهرمانی رسید. بعدا به باشگاه لو هاور فرانسه رفت. وی برای سه فصل آینده در آنجا بازی کرد و در 68 مسابقه قبل از عزیمت حضور داشت و به تیم دیگری از فرانسه ، CS Sedan پیوست. او فقط یک فصل را با سدان سپری کرد و با انجام 11 بازی از این باشگاه جدا شد. او به آلمان رفت و با SpVgg Unterhaching قرارداد امضا کرد. او دو فصل در آنجا ماند و 37 بازی انجام داد و یک گل به ثمر رساند. پس از آن قبل از بازنشستگی شش ماه در تیم یونانی المپیاکوس بازی کرد.